# Derek Mills
Derek Mills (* 9. Juli 1972 in Washington, D.C.) ist ein US-amerikanischer Leichtathlet, der in den frühen 1990er Jahren aktiv war. Er gewann drei Goldmedaillen als Mitglied der 4-mal-400-Meter-Staffel seines Landes.
Seinen ersten internationalen Auftritt hatte er 1990, als er bei den Juniorenweltmeisterschaften im bulgarischen Plovdiv als Startläufer des US-Teams Gold über 4-mal 400 Meter gewann. Im Einzelrennen über 400 Meter belegte er Platz fünf.
Die folgenden Jahre waren für Derek Mills wenig erfolgreich. Als Sechster der Trials musste er den Olympischen Spielen 1992 in Barcelona fernbleiben. Im Jahr 1993 nahm er zwar als Staffelläufer an den Weltmeisterschaften in Stuttgart teil, bestritt jedoch nur die Vorläufe. Erst 1994 ließ er erneut aufhorchen, als er in 45,96 s bei den Hochschulmeisterschaften gewann. Bei den US-Meisterschaften verpasste er zwar das Finale, erzielte jedoch bei einer Europatournee sieben Mal Zeiten unter 45 Sekunden. Er siegte beim Finale des Grand Prix in Paris in 44,22 s vor seinem Landsmann Antonio Pettigrew sowie bei Weltklasse Zürich.
Im Jahr 1995 war er bei den New York Games in 44,86 s sowie bei den Prefontaine Classics in Eugene in der persönlichen Bestzeit von 44,13 s vor Darnell Hall und Butch Reynolds siegreich. Da er sich jedoch bei den anschließenden US-Meisterschaften trotz vorzüglicher 44,58 s nur als Vierter platzieren konnte, wurde er für die Weltmeisterschaften in Göteborg lediglich als Staffelläufer nominiert. An zweiter Position laufend, gewann er seine zweite Goldmedaille.
Bei den Olympischen Spielen 1996 in Atlanta war er ebenfalls als Einzelläufer nicht am Start, trat jedoch erneut in der Staffel an und gewann – diesmal an dritter Position laufend – sein drittes Staffelgold.
Zum Abschluss seiner Karriere gewann er im Jahr 1997 die US-Hallenmeisterschaft. Einen Freilufteinzeltitel hatte er abgesehen von der Hochschulmeisterschaft 1994 nicht gewinnen können.
Derek Mills absolvierte die DeMatha Catholic High School in Hyattsville sowie die Georgia Tech, wo er von Grover Hinsdale trainiert wurde. Heute ist er an der Tulane University in New Orleans als Trainer-Assistent tätig. Er ist 1,75 m groß und wog in seiner aktiven Zeit 72 kg.

## Leistungsstatistik
- Juniorenweltmeisterschaften 1990 in Plovdiv:
  - GOLD über 4 × 400 m in 3:02,26 min vor Großbritannien (Silber in 3:03,80 min)
  - Fünfter über 400 m
- Finale des Grand Prix 1994 in Paris:
  - GOLD über 400 m in 45,22 s vor Antonio Pettigrew (Silber in 45,26 s) und dem Kenianer Samson Kitur (Bronze in 45,37 s)
- Weltmeisterschaften 1995 in Göteborg
  - GOLD über 4 × 400 m in 2:57,32 min (als zweiter Läufer zusammen mit Marlon Ramsey, Butch Reynolds und Michael Johnson) vor Jamaika (Silber in 2:59,88 min) und Nigeria (Bronze in 3:03,18 min)
- Olympische Spiele 1996 in Atlanta
  - GOLD über 4 × 400 m in 2:55,99 min (als dritter Läufer zusammen mit LaMont Smith, Alvin Harrison und Anthuan Maybank) vor Großbritannien (Silber in 2:56,60 min) und Jamaika (Bronze in 2:59,42 min)
- Finale des Grand Prix 1996 in Mailand:
  - BRONZE über 400 m in 45,24 s hinter seinen Landsleuten Michael Johnson (Gold in 44,53 s) und Anthuan Maybank (Silber in 45,19 s)
- Nationale Meisterschaften
  - 1990: Zweiter 400 m Junioren
  - 1991: Sechster 400 m Junioren, Siebter 400 m NCAA
  - 1992: Dritter 400 m NCAA, Dritter 4 × 400 m Halle NCAA, MEISTER 4 × 400 m Freiluft NCAA
  - 1993: Dritter 400 m Halle und Freiluft NCAA, Sechster 400 m USATF (44,62 s), MEISTER 4 × 400 m Halle NCAA, Dritter 4 × 400 m Freiluft NCAA
  - 1994: MEISTER 400 m (45,06 s) und 4 × 400 m NCAA, Dritter 4 × 400 m Halle NCAA
  - 1995: Zweiter 400 m Halle USATF (45,59 s), Vierter 400 m Freiluft USATF (44,58 s)
  - 1996: Fünfter 400 m Freiluft USATF (44,67 s)
  - 1997: MEISTER 400 m Halle USATF (46,09 s)